# San Felipe (Durango)
San Felipe es una localidad del estado mexicano de Durango. Es parte del municipio de Gómez Palacio.

## Toponimia
El nombre «San Felipe» hace referencia al santo patrono de la localidad: Felipe el Apóstol.

## Demografía
| Gráfica de evolución demográfica |
|                                  |

| Censo | Población |
| ----- | --------- |
| 1910  | 792       |
| 1921  | —         |
| 1930  | 542       |
| 1940  | 958       |
| 1950  | 1 117     |
| 1960  | 1 087     |
| 1970  | 1 604     |
| 1980  | 1 891     |
| 1990  | 2 396     |
| 2000  | 3 767     |
| 2010  | 4 552     |
| 2020  | 3 460     |